# Lunathyrium zeylanicum
Lunathyrium zeylanicum là một loài dương xỉ trong họ Athyriaceae. Loài này được Edie mô tả khoa học đầu tiên năm 1978.
Danh pháp khoa học của loài này chưa được làm sáng tỏ. 